# Wjatscheslaw Alexandrowitsch Barkow
Wjatscheslaw Alexandrowitsch Barkow (russisch Вячеслав Александрович Барков; bei der FIS nach englischer Transkription Viacheslav Barkov; * 28. Februar 1992 in Sankt Petersburg) ist ein russischer Nordischer Kombinierer.

## Werdegang
Zwischen 2010 und 2012 startete er bei allen drei nordischen Junioren-Skiweltmeisterschaften. Sein bestes Einzelergebnis und sein bestes Ergebnis mit dem Team erreichte er bei den nordischen Junioren-Skiweltmeisterschaften 2012 in der türkischen Stadt Erzurum. Nachdem Sprung von der Normalschanze belegte er den 17. Platz und verbesserte sich im Langlauf über die 10 Kilometer auf den achten Platz. Mit seinen Mannschaftskollegen Samir Mastijew, Alexey Gubin und Jewgeni Klimow belegte er im Teamwettbewerb den fünften Platz.
Am 21. Juli 2012 debütierte er beim Grand Prix in Sotschi für die russische Mannschaft im Grand Prix der Nordischen Kombination. Bei seinem ersten Einsatz belegte er nach dem Springen den 24. Platz und beendete den Wettbewerb nach dem Inlineskates-Lauf auch auf den 24. Platz. Im Gesamt-Grand-Prix belegte er schlussendlich mit 12 Punkten den 55. Platz.
Bei den Weltcup in Tschaikowski durfte er erstmals am 4. Januar 2014 für Russland im Weltcup der Nordischen Kombination starten. Bei seinem ersten Einsatz im Weltcup belegte er den 43. Platz und verpasste damit seine ersten Weltcup-Punkte.
Seine ersten Weltcuppunkte sammelte er beim Weltcup in Sapporo am 10. Februar 2017. Nach dem Springen von der Ōkurayama-Schanze lag er auf den 24. Platz und konnte sich im Langlauf auf den 23. Platz verbessern. Einen Tag später erreichte er mit den 17. Platz sein bisher bestes Ergebnis im Weltcup der Nordischen Kombination. Nachdem er bereits 2013 und 2015 an den Winter-Universiade teilgenommen hatte, nahm er auch an der Winter-Universiade 2017 in der kasachischen Stadt Almaty und konnte im Einzelwettbewerb vor den Polen Adam Cieślar und Paweł Słowiok Studenten-Weltmeister werden.
Er nahm zudem an den Nordische Skiweltmeisterschaften 2017 teil und belegte im Einzelwettbewerb von der Normalschanze den 24. Platz und von der Großschanze den 32. Platz. Gemeinsam mit Samir Mastijew belegte er im Teamsprint von der Großschanze den 13. Platz und sie mussten den Langlauf frühzeitig beenden, welche sie überrundet wurden. Im Teamwettbewerb von der Normalschanze belegte er gemeinsam mit Samir Mastijew, Ernest Jachin und Timofei Borissow den zehnten Platz. Am Ende der Weltcup-Saison belegte er im Gesamtweltcup mit insgesamt 22 Punkten den 52. Platz.

## Statistik

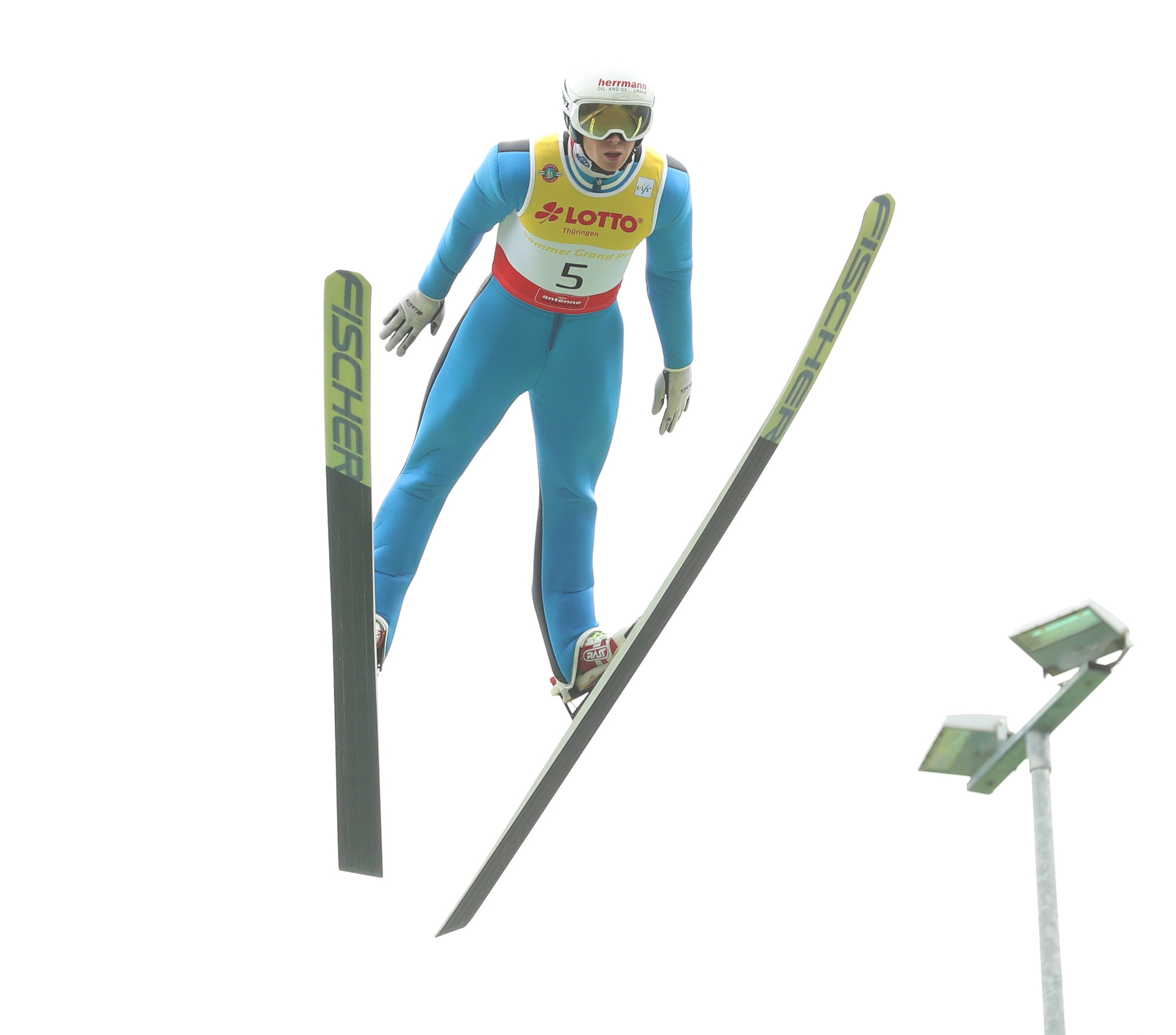
Barkow beim Sommer Grand Prix 2021 in Oberhof und Steinbach-Hallenberg

### Teilnahmen an Weltmeisterschaften
| Jahr und Ort    | Wettbewerb   | Wettbewerb   | Wettbewerb | Wettbewerb |
| Jahr und Ort    | Gundersen NS | Gundersen GS | Team       | Teamsprint |
| --------------- | ------------ | ------------ | ---------- | ---------- |
| 2017 Lathi      | 24.          | 32.          | 10.        | 13.        |
| 2019 Seefeld    | 47.          | 41.          | 11.        | 12.        |
| 2021 Oberstdorf | 39.          |              | 10.        |            |

### Weltcup-Platzierungen
| Saison  | Platz | Punkte |
| ------- | ----- | ------ |
| 2016/17 | 52.   | 22     |
| 2017/18 | 73.   | 01     |